# Норвежское королевство
Норвежское королевство (др.-сканд. Noregsveldi, норв. Norgesveldet и Noregsveldet) — средневековое государство в Норвегии, образованное в эпоху викингов в конце IX века. Образовалось в результате объединения Норвегии конунгом Вестфольда Харальдом Прекрасноволосым, которое завершилось его победой в битве при Хафрс-фьорде, после которой он стал первым конунгом Норвегии, состоявшуюся около 872 года. Просуществовало до 1387 года. В основном Норвежским королевством управляли потомки Харальда и со смертью последнего из них, Хакона V Высоконогого, Норвегия надолго утратила самостоятельное значение в скандинавской истории, вступив в личную унию со Швецией под властью короля Магнуса Эрикссона. Государство нередко вступало в периоды раздробленности, когда власть ярлов усиливалась по сравнению с королевской, и войн за корону.

## Территории

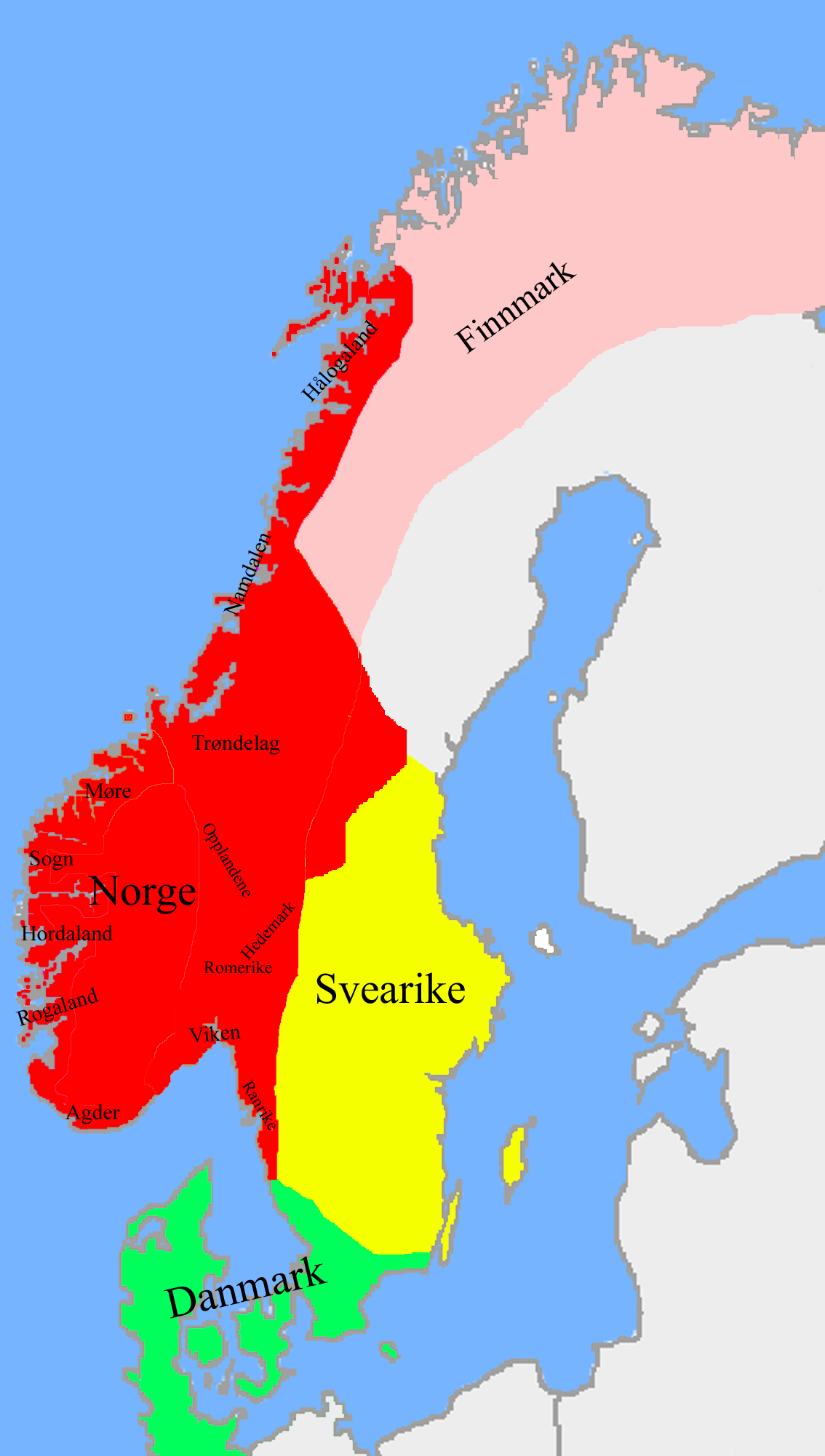
Норвегия во времена Святого Олафа (около 1020 года)

Норвежское королевство примерно совпадало по границам с современной Норвегией, а также включало территории современных Гренландии и Исландии. Также Норвежское королевство владело Гебридскими,  Фарерскими и Шетланскими островами.